# Neko Oikawa
Neko Oikawa (及川 眠子, Oikawa) (10 de febrer de 1960) és una lletrista japonesa que ha escrit cançons J-pop i per anime a la seva carrera. Està afiliada a Asai Kikaku.

## Biografia
Neko Oikawa va néixer a Wakayama, Wakayama. Va fer el seu debut com a compositora l'any 1985 amb "Passing Through" de Kanako Wada, que va guanyar el concurs de cançons de la mascota Mitsubishi Minica. Durant el seu temps amb Fuji Pacific Music, Oikawa va escriure cançons per a nombrosos ídols japonesos, sobretot el duo Wink. El 1989, la seva cançó "Samishii Nettaigyo" per a Wink va guanyar el Gran Premi al 31è Japan Record Awards i el 22è All Japan Wired Broadcasting Awards. El 1994, la seva cançó "Tòquio" per a Yashiki Takajin va guanyar el premi Yomiuri TV Best Award i el premi especial als All Japan Cable Broadcasting Awards.
La cançó més coneguda d'Oikawa fora del Japó és Zankoku na tenshi no these (també coneguda internacionalment com A Cruel Angel's Thesis), gravada per Yōko Takahashi per a la sèrie d'anime de 1995 Neon Genesis Evangelion. La cançó ha estat classificada per Joysound com la cançó més popular al karaoke. Segons Oikawa, rep entre 1 i 1,5 iens cada cop que es reprodueix la cançó en una sala de karaoke. Combinat amb els drets d'autor de les màquines de pachinko Evangelion, Oikawa rep no menys de 30 milions de ¥ anuals només per la cançó. Tanmateix Oikawa el 2015 només tenia cent mil iens al banc, perquè el seu exmarit va comprar una cova a Capadòcia per uns tres-cents milions de iens. El 2018 va escriure Fighting Gold, el tema d'obertura de Vento Aureo, juntament amb els altres autors de Zankoku na tenshi no these.
El 2017, Oikawa va crear el Neko Oikawa Nonfiction Award (及川眠子ノンフィクション賞, Oikawa Neko Nonfikushon Shō) per animar més escriptors a fer obres de no ficció.

## Vida personal
Oikawa va tenir una aventura amb un turc 18 anys més jove que ella l'any 2000 i va viatjar a Turquia per casar-s'hi el 2005. En els seus 13 anys de matrimoni, només havien estat junts un terç del temps. Ella va començar a endeutar-se durant el seu matrimoni fins al punt que va arribar als 70 milions de ¥ quan va sol·licitar el divorci el 2018. Oikawa va publicar la seva biografia Hakon (破婚, Breakdown), que detallava els últims dies del seu matrimoni.

## Obres
Les obres d'Oikawa inclouen les següents:
Shoko Aida
- "Tapestry"

Agnès Chan
- "Propose"

Rina Chinen
- "Pride + Joy"

Shizuka Kudo
- "Sora no Shōmen"

Antoni Lun
- "Ai ga Aru kara"

Alisa Mizuki
- "Yasashii Yoru ni Aimashō"

Akina Nakamori
- "Genshi, Onna wa Taiyō Datta"

Yōko Oginome
- "Himawari"
- "Sunao na Koi"
- "Haven"
- "Shiawase wa Sunadokei no Yō ni"
- "Always"

Noriko Sakai
- "Eve no Tamago"
- "Namida Hitotsubu"

Shonentai
- "Excuse"

Super Monkey's
- " Aishite Muscat "
- "Wagamama wo Yurushite"

Yoko Takahashi
- " Zankoku na tenshi no these"
- "Tamashii no Refrain"

Yashiki Takajin
- "Tokyo"

Temes de Tokusatsu
- " Ninpuu Sentai Hurricaneger "
- " Juken Sentai Gekiranger "
- " Shuriken Sentai Ninninger "
- " Ultraman Max "